# سري النجار

سري النجار (ممثل)

سري النجار (بالإنجليزية: Sari Al Nagar) ممثل مصري من مواليد الإسكندرية في 1 يناير 1976. درس المسرح والفلسفة في الجامعة الأمريكية بالقاهرة ثم سافر إلى إنجلترا لدراسة المسرح.
بدأ سري النجار علاقته بالسينما من خلال مكتشفه المخرج الراحل أسامة فوزي في فيلم «جنة الشياطين» عام 1999، من خلال شخصية عادل مع الفنان محمود حميدة ولبلبة، وكان أسامة فوزي قد شاهده على أحد المسارح وكان يقدم عرضًا مسرحيا، واختاره من بين ألف شخص مرشح وقتها لأن الكاستينج كان تم بإعلان نشر في أحد الصحف. قال سري النجار إن جنة الشياطين كان أول تجربة له وساعده أسامة فوزى كثيرا لأنه لم يكن يجيد قراءة اللغة العربية، وكانت أغلب العروض التي يقدمها في الجامعة الأمريكية، فعمل معه على الشخصية التي لعبها في الفيلم بصحبة عمرو واكد وصلاح فهمي (ممثل مصري رصيدة 3 أفلام) وكارولين خليل وبدأت البروفات في مكتب المخرج بوسط القاهرة. كما يعتبر أن محمود حميدة هو الأب الروحى وأول فنان يقف أمامه سينمائياً في فيلم من إنتاجه حيث تحمس له كثيراً. قال سري: «أنا مدين بالفضل للراحل أسامة فوزى لأنه اكتشفني وعلمني وأعترف أننى محظوظ بعملي في السينما مع علامات مثل الراحل أسامة فوزى، ويسرى نصر الله، والمخرج الراحل أيضا رضوان الكاشف في فيلم الساحر، ثم المخرج سمير سيف».
أعتزل 2003 وينشر على موقعه الرسمي على الفيسبوك وهو يعيش حالياً في مدينة ستوكهولم بالسويد مع أسرته بعيداً عن السينما والأضواء.

## قائمة أعماله
فيلم «جنة الشياطين» للمخرج أسامة فوزي عام 1999، قام بدور «عادل».
فيلم «المدينة» للمخرج يسري نصر الله عام 2000، قام بدور «فوكس».
فيلم «الساحر» للمخرج رضوان الكاشف عام 2001، قام بدور «حمودة».
فيلم «خريف آدم» للمخرج محمد كامل القليوبي عام 2002، قام بدور «شداد».
فيلم «ديل السمكة» للمخرج سمير سيف عام 2003، قام بدور «سيد البطش حسونة».
المسلسل التلفزيوني الأردني «مهاجي الاجاويد» للمخرج مازن عجاوي عام 2009.
المسلسل التلفزيوني الأردني «مخاوي الذيب» للمخرج شعلان الدباس عام 2009.

## وصلات خارجية
- سري النجار على موقع الفجر
- سري النجار على موقع دهليز
- سري النجار على موقع أخبار العرب
- سري النجار على موقع أخبار الكويت نسخة محفوظة 9 أكتوبر 2021 على موقع واي باك مشين.
- سري النجار على موقع السينما
- سري النجار على موقع سي نيوز نسخة محفوظة 9 أكتوبر 2021 على موقع واي باك مشين.
- سري النجار على موقع IMDB
- سري النجار على موقع كاروهات